# Vaga escolar pel clima
La Vaga Escolar pel Clima (també coneguda com a Divendres pel Futur, Joventut per Clima i Vaga de Joventut x Clima) és un moviment internacional d'estudiants de secundària que han decidit no assistir a classes i participar en manifestacions per reclamar acció per impedir un proper escalfament global i el canvi climàtic que afectarà a tot el planeta. Aquest moviment va començar a organitzar-se i publicitar-se quan l'activista climàtica Greta Thunberg va escenificar una acció l'agost 2018 fora el parlament suec Riksdag, aguantant una pancarta en el que es llegia "Skolstrejk för klimatet" ("Vaga Escolar pel Clima").

## Vaga pel clima 2015

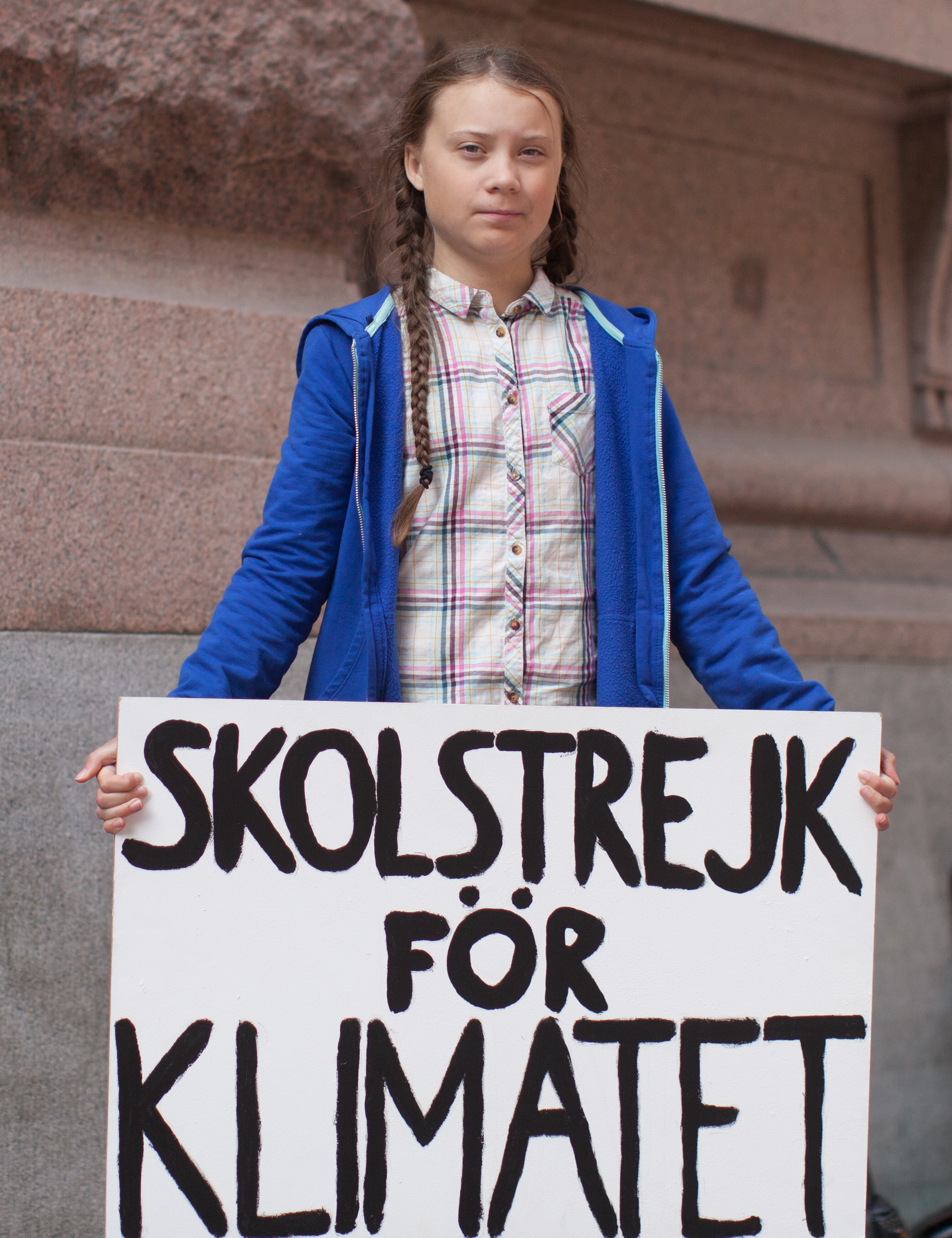
Greta Thunberg davant del parlament suec a Estocolm, l'Agost 2018

En el 2015, un grup independent d'estudiants va proposar a estudiants de tot el món a saltar-se els estudis el primer dia de la Conferència de l'ONU sobre el Canvi Climàtic: COP21. El 30 de novembre, el primer dia de la conferència a París, es va promoure una "Vaga pel Clima" a mes de 100 països, el al que van participar mes de 50.000 persones. El moviment se centrava en tres demandes concretes: 100% energia neta; mantenir combustibles fòssils a la terra, i ajudar els refugiats climàtics.

## Greta Thunberg i altres activistes del 2018
El 20 d'agost del 2018, l'activista sueca Greta Thunberg, que llavors estudiava novè grau, va decidir no assistir a l'escola fins a les Eleccions generals sueques de 2018 del 9 de setembre, després de les onades de calor i incendis forestals que van tenir lloc a Suècia. Es va inspirar en els activistes adolescents de la Marjory Stoneman Douglas High School a Parkland, Florida, que havien organitzat una Marxa per les nostres vides Thunberg va protestar seient a fora del Riksdag cada dia durant hores escolars amb una pancarta que deia "Skolstrejk för klimatet" ("Vaga escolar pel clima"). Entre les seves demandes hi havia que el govern suec reduiria les emissions de carboni segons l'Acord de París. El 7 de setembre, just abans de les eleccions generals, va anunciar que continuaria la vaga cada divendres fins que Suècia s'adapti a l'Acord de París. Va idear l'eslògan FridaysForFuture, que va obtenir una repercussió mundial. A partir de llavors va inspirar els estudiants d'escoles de tot el món a participar en vagues d'estudiants.

## Evolució del moviment
Les vagues van començar a organitzar-se arreu del món, inspirades per Thunberg, a partir del novembre del 2018. A Austràlia, milers d'estudiants van fer vaga els divendres, ignorant la crida del Primer ministre Scott Morrison que demanava "més estudiar a les escoles i menys activisme". Impulsat per la conferència sobre el Canvi Climàtic: COP24 a Katowice, Polònia, les vagues van continuar com a mínim en unes 270 ciutats el desembre en països com Austràlia, Àustria, Bèlgica, Canadà, Holanda, Alemanya, Finlàndia, Dinamarca, Japó, Suïssa, el Regne Unit, i els Estats Units.
El 2019 es van tornar a organitzar les vagues als països esmentats anteriorment i en altres països, entre ells Colòmbia, Nova Zelanda i Uganda. Les vagues de mes massives van tenir lloc els dies 17 i 18 de gener de 2019, quan almenys 45.000 estudiants van protestar sols a Suïssa i Alemanya, contra les polítiques insuficients per a l'escalfament global. A diversos països, incloent Alemanya i el Regne Unit, els alumnes van exigir el canvi de lleis per reduir l'edat de votació a 16 anys, de manera que podrien influir en les eleccions públiques a favor de la joventut.
La ministra de medi ambient belga per Flandes, Joke Schauvliege, va dimitir el 5 de febrer de 2019 després d'haver manifestat falsament que l'agència de seguretat de l'Estat tingués proves que les vagues escolars a Bèlgica eren "un nyap".
Al Regne Unit, el 13 de febrer de 2019, després de les cartes obertes en suport del moviment sociopolític Extinction Rebellion el 2018, 224 acadèmics van signar una carta oberta que donava el seu "suport complet als estudiants" que van assistir a la vaga escolar pel clima. El divendres 15 de febrer es van dur a terme més de 60 activitats a ciutats i viles del Regne Unit, amb una participació aproximada de 15.000 vaguistes.
El científic del clima Stefan Rahmstorf, del Potsdam Institute for Climate Impact Research, es va adreçar vaga Fridays for Future a Potsdam (Alemanya) aquell mateix dia. El 21 de febrer de 2019, el President de la Comissió europea, Jean-Claude Juncker, va declarar el seu intent per gastar centenars de bilions d'euros per mitigar el canvi climàtic, que suposava una quarta part del pressupost de la UE. Ho va anunciar en un discurs al costat de Greta Thunberg, i els mitjans de comunicació van acreditar el moviment de vaga escolar que va provocar aquest anunci.

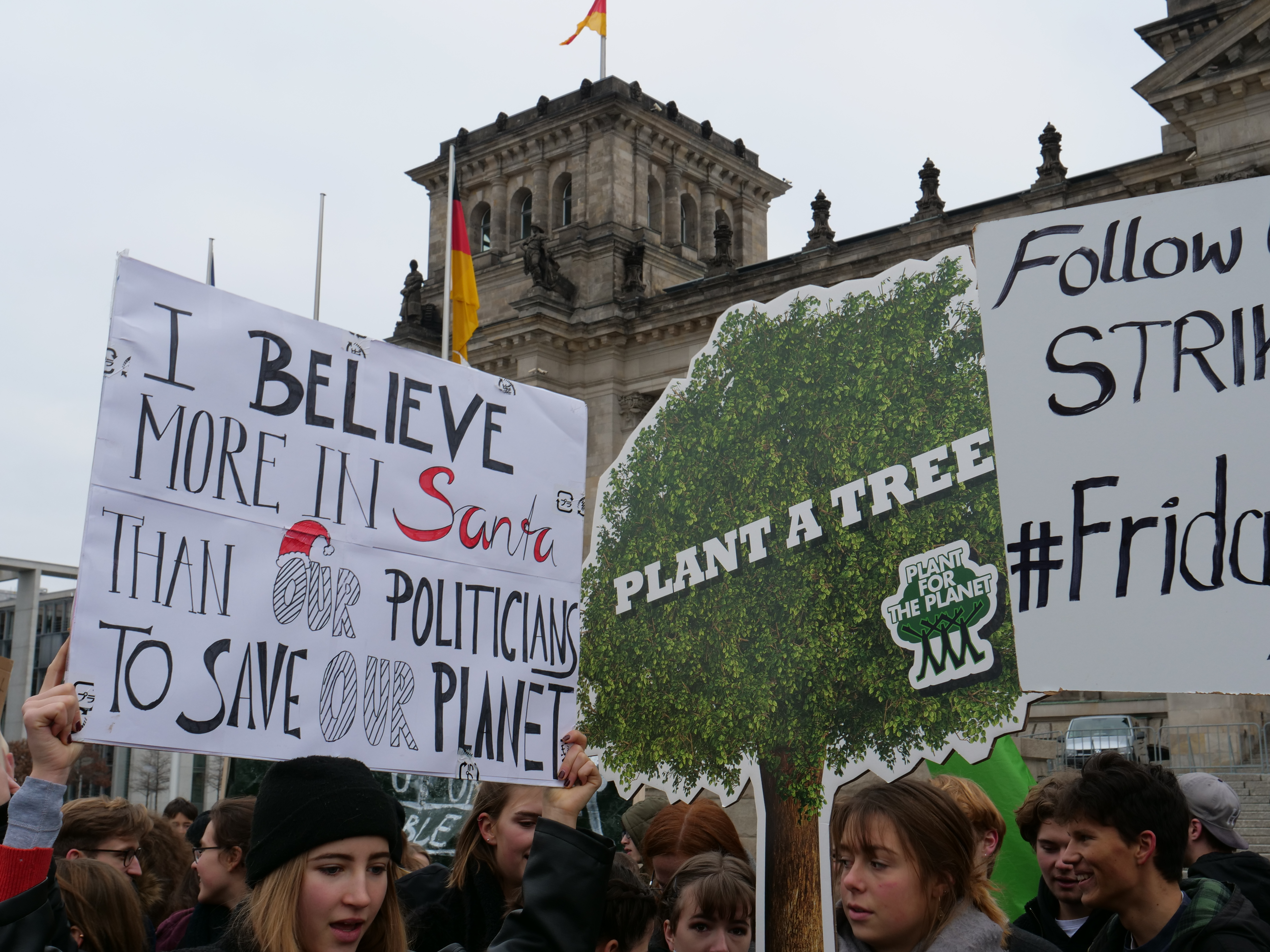
La protesta "FridaysForFuture" a Berlín el 14 de desembre del 2018. Vaga d'estudiants pel clima davant del parlament alemany a Berlín.
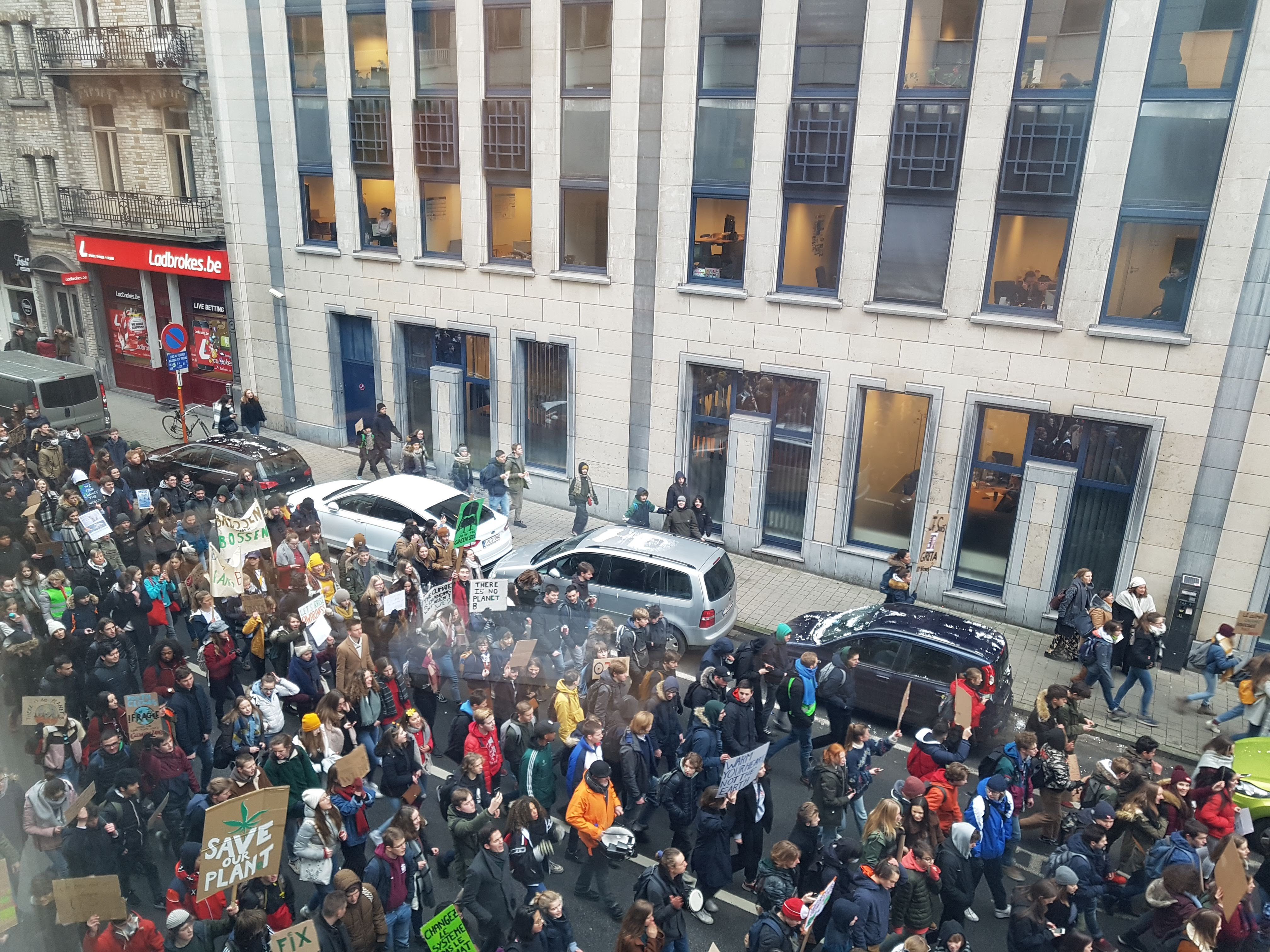
Protesta a Brussel·les,el 24 gener 2019
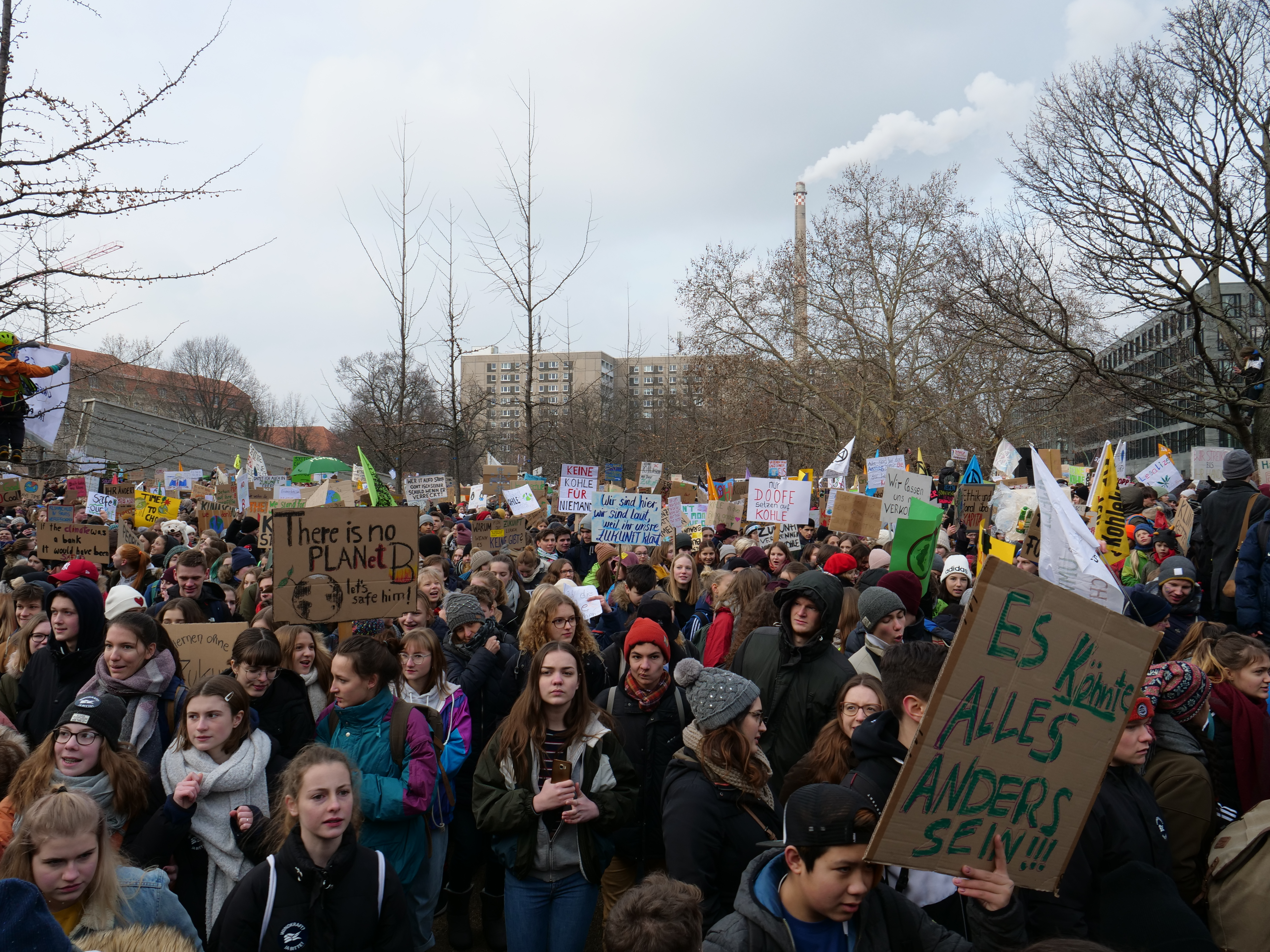
Vaga pel clima a Berlín el 25 de gener de 2019
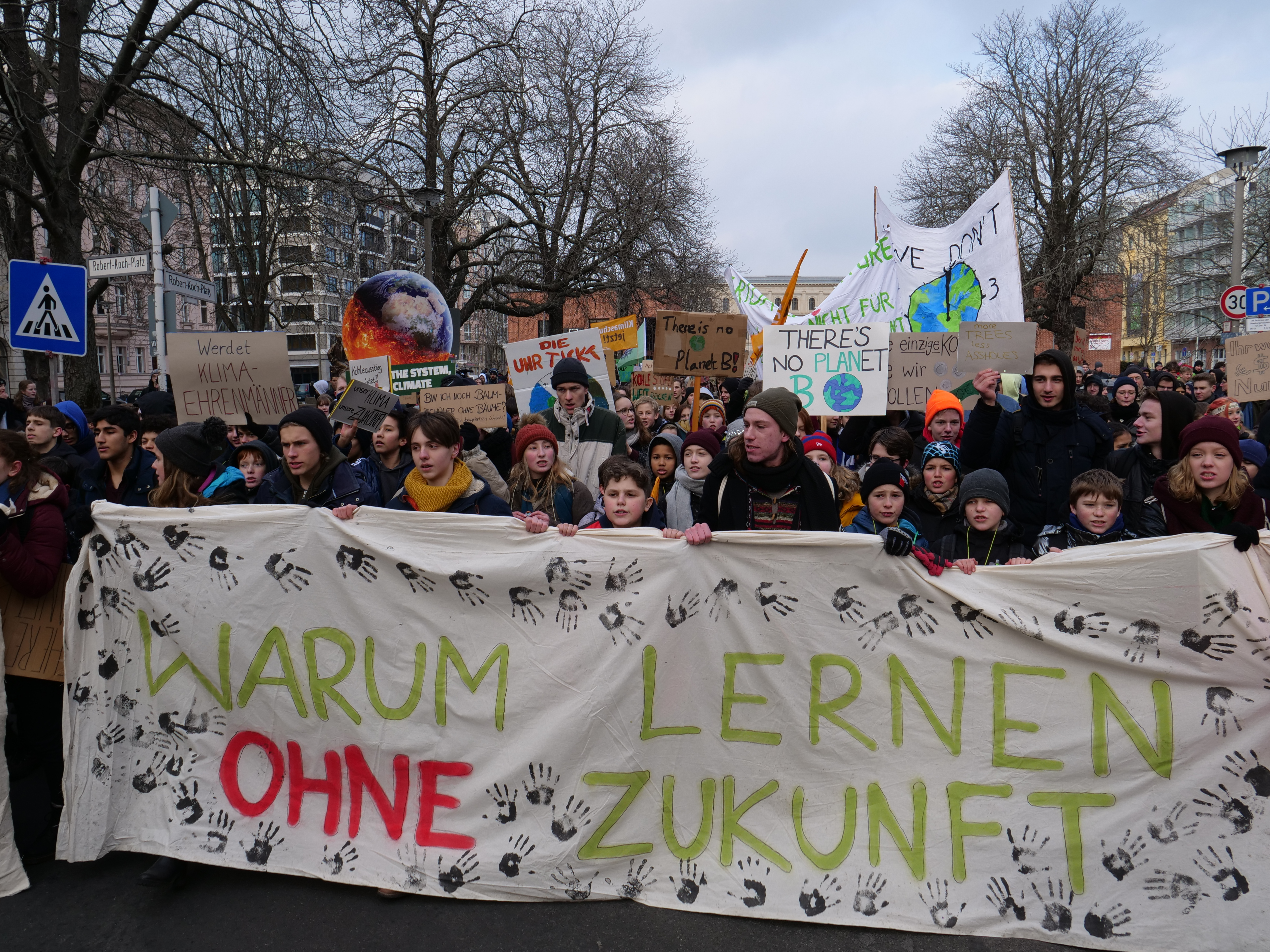
Pancarta en que es llegeix "Per què aprendre sense futur" (Berlín, 25 de gener 2019)
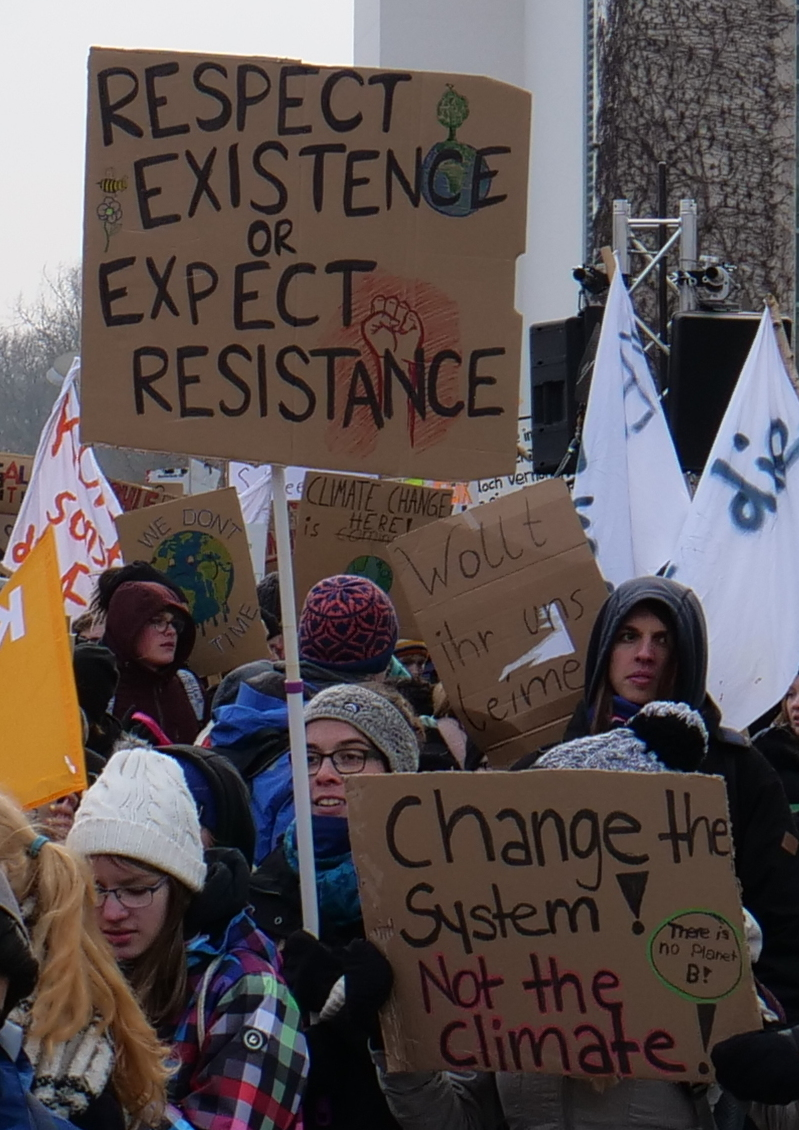
Pancartes "Respecteu l'existència, o espereu resistència" i "Canviem el sistema, no el clima!" (Berlín, 25 gener 2019)
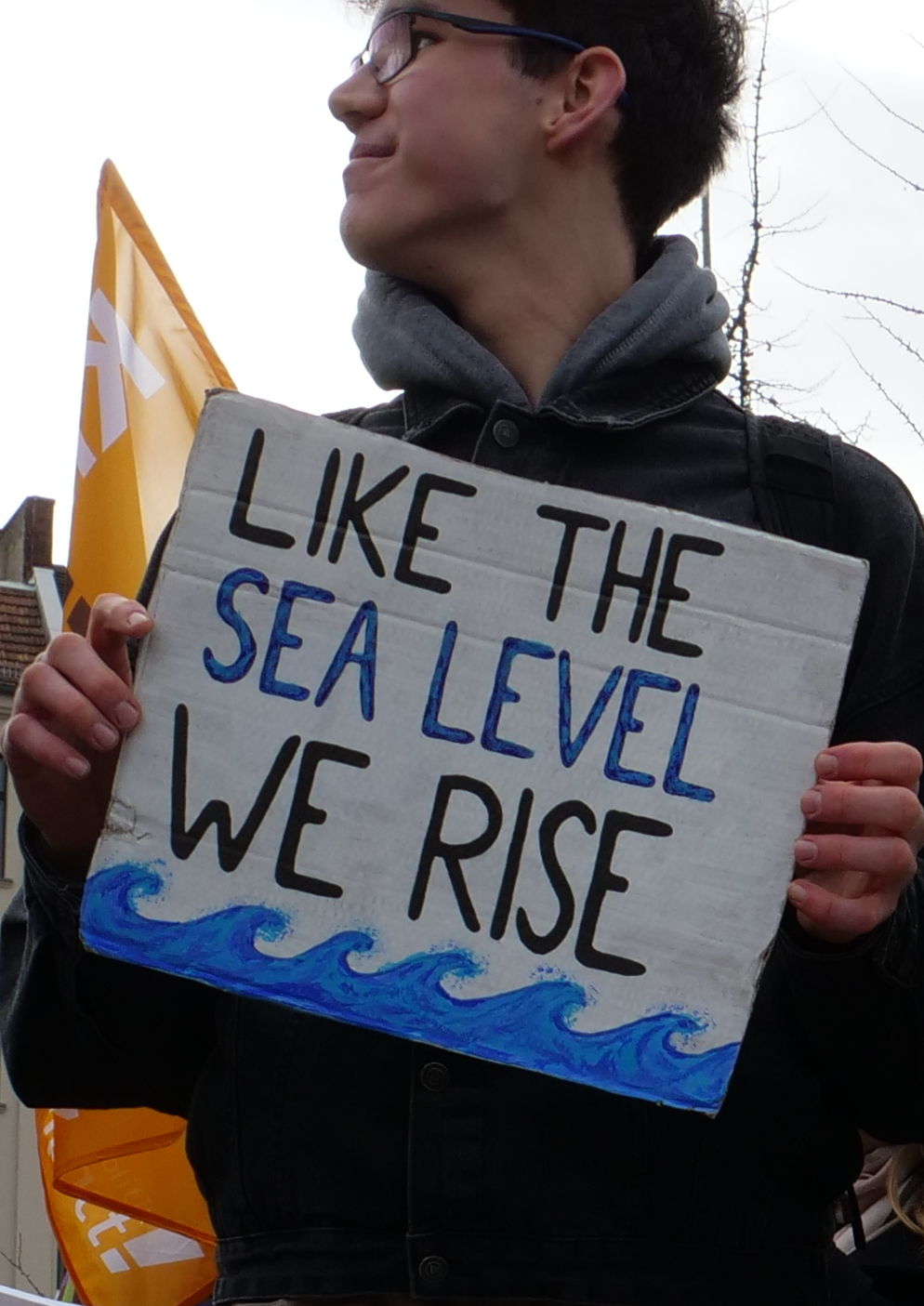
Pancarta en una manifestació a Invalidenpark, Berlín el 8 de febrer de 2019
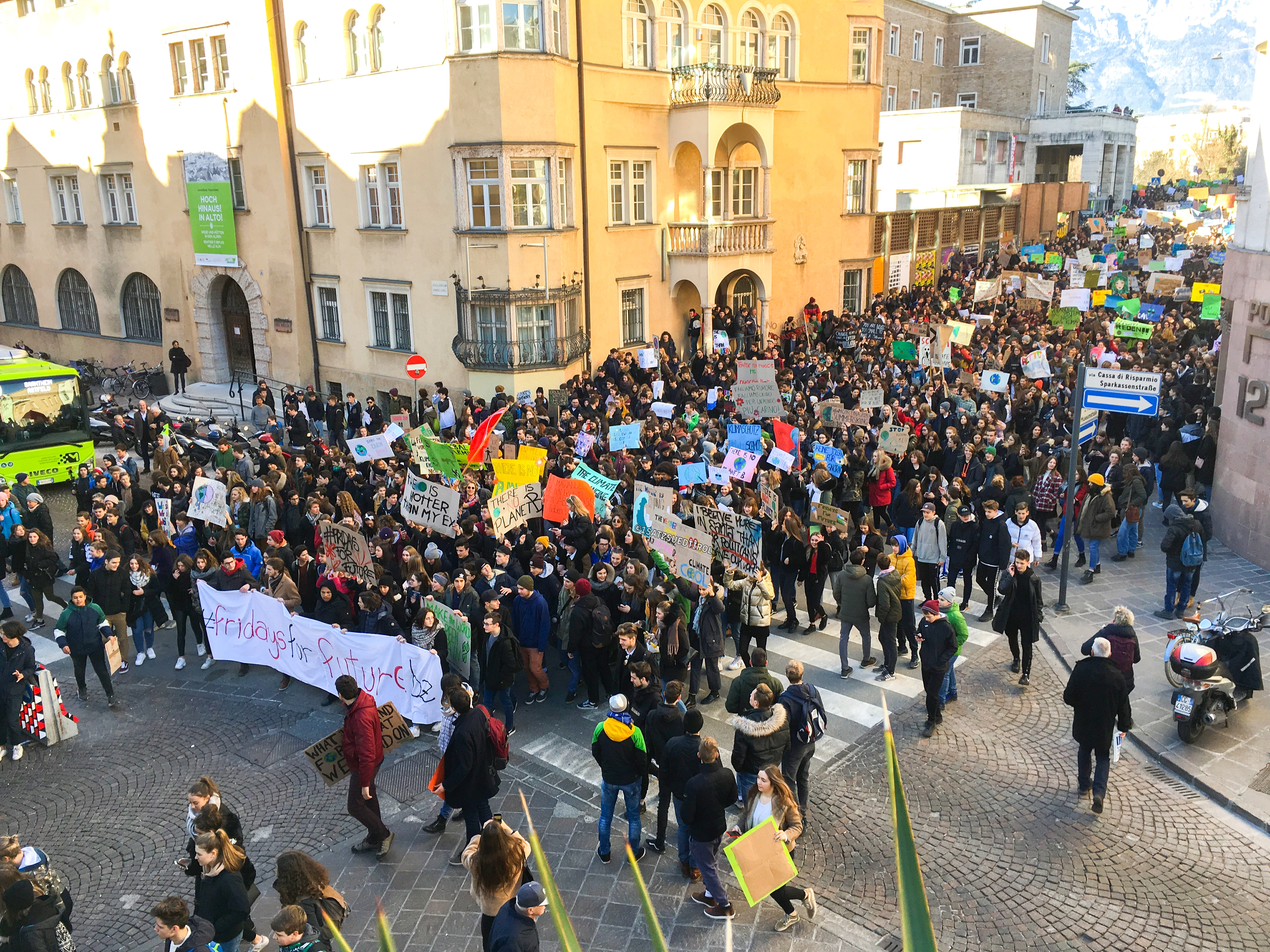
Manifestació a Bolzano, el 15 febrer 2019
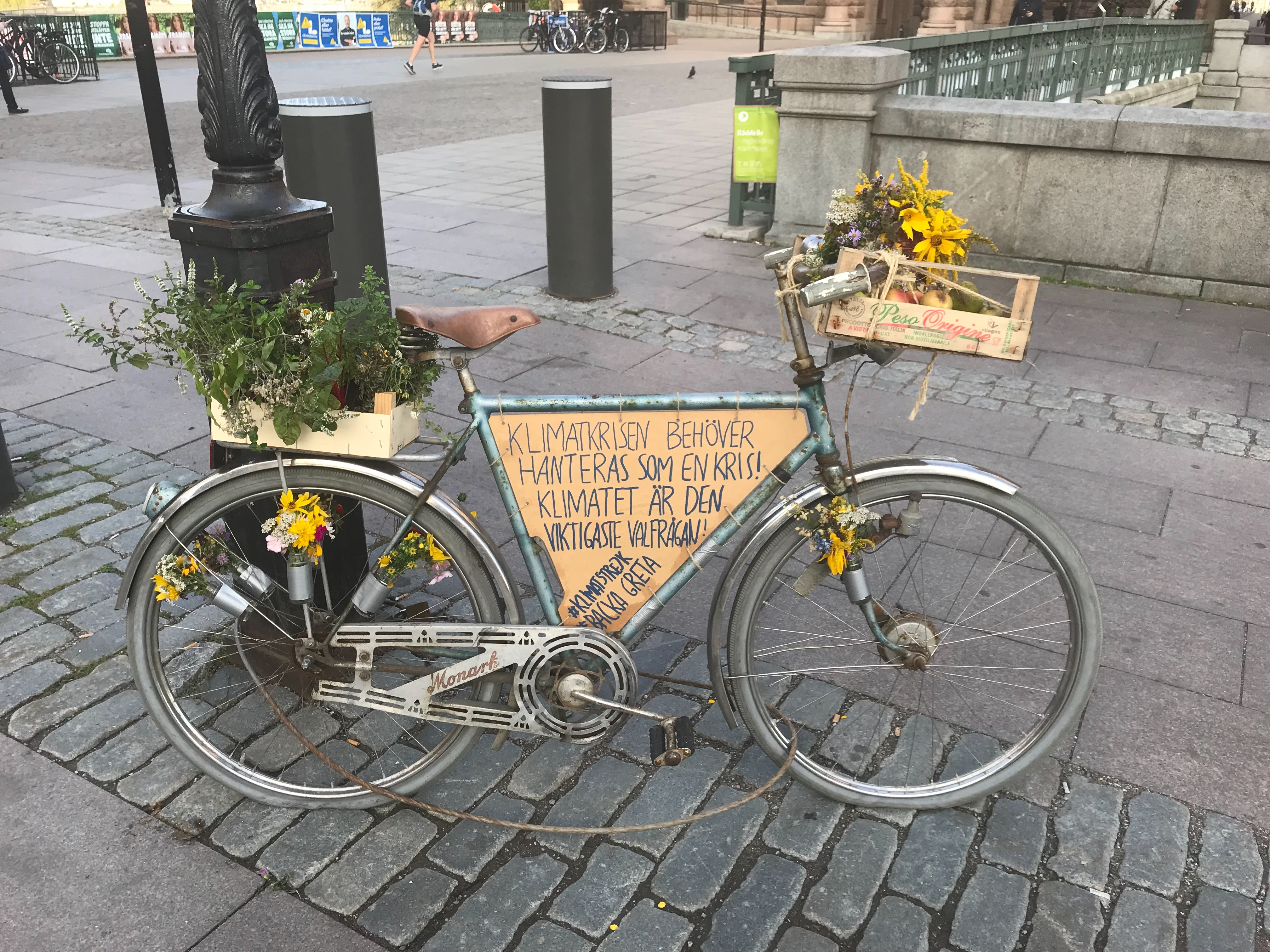
La bicicleta de Greta Thunberg a Estocolm l'11 de setembre de 2018: "El canvi climàtic ha de ser tractat com una crisi! El clima és el tema més important a considerar-se!

El 5 de març de 2019, 700 investigadors alemanys van signar una petició de suport a les vagues escolars en aquest país. Posteriorment, 1200 investigadors finlandesos van signar una carta, l'11 de març de 2019, donant suport a les vagues.

### Vaga pel Futur del Clima el 15 Març de 2019
El 15 de març de 2019, les vagues escolars, que van instar els adults a assumir la responsabilitat i aturar el canvi climàtic, van començar a tenir lloc a més de 2000 ciutats del món. Llevat de l'Antàrtida, que no té escoles, es va estimar que hi havia un nombre estimat d'1,4 milions d'alumnes d'arreu del món participant en aquest moviment. A l'Antàrtida, almenys set científics van celebrar una manifestació solidària a la Base Neumayer III de l'Institut Alfred Wegener.
L'1 de març de 2019, 150 estudiants del grup de coordinació global de la vaga pel clima liderada pels joves el 15 de març, incloent a Thunberg, van publicar una carta oberta a The Guardian dient:
| «                                                                   | (anglès) We, the young, are deeply concerned about our future. […] We are the voiceless future of humanity. We will no longer accept this injustice. […] We finally need to treat the climate crisis as a crisis. It is the biggest threat in human history and we will not accept the world's decision-makers' inaction that threatens our entire civilisation. […] Climate change is already happening. People did die, are dying and will die because of it, but we can and will stop this madness. […] United we will rise until we see climate justice. We demand the world's decision-makers take responsibility and solve this crisis. You have failed us in the past. If you continue failing us in the future, we, the young people, will make change happen by ourselves. The youth of this world has started to move and we will not rest again.' | (català) Nosaltres, els joves, estem profundament preocupats pel nostre futur. […] Som el futur sense veu de la humanitat. Ja no acceptarem aquesta injustícia. […] Finalment, hem de tractar la crisi climàtica com una crisi. És la major amenaça en la història de la humanitat i no acceptarem la inacció de les persones que prenen les decisions a nivell mundial que amenaça tota la nostra civilització. […] El canvi climàtic ja està passant. La gent va morir, està morint i mor per això, però podem i anem a parar aquesta bogeria. […] Units creixerem fins a veure la justícia climàtica. Exigim que els responsables de la presa de decisions del món es responsabilitzin i resolguin aquesta crisi. Ens heu fallat en el passat. Si continueu fallant en el futur, els joves farem que el canvi passi per nosaltres mateixos. Els joves d'aquest món han començat a moure's i no tornarem a descansar..' | » |
| — Climate crisis and a betrayed generation - The Guardian 1-03-2019 | | |   |

El Dia Mundial pel Futur del Clima va ser el que mes repercussió va tenir, estenent les vagues, amb desenes de milers de nens d'almenys 100 països i més de 35 estats nord-americans sortint de l'escola, recolzats per alguns dels grups ecologistes més grans del món. En la portada de la web de FridaysForFuture.org es van incloure 1659 esdeveniments organitzats en 106 països.
A Escòcia, els ajuntaments de Glasgow, Edimburg, Highland i Fife van donar permís als nens per assistir a les vagues. A Finlàndia es van enviar cartes de consentiment als pares per part de les escoles, i a la ciutat finlandesa de Turku, la junta escolar va proclamar que els nens tenien un dret constitucional per participar en les vagues.
El matí del 15 de març en un editorial de The Guardian titulat "Think we should be at school? Today’s climate strike is the biggest lesson of all" (Pensem que hauríem d'estar a l'escola? La vaga climàtica d'avui és la lliçó més important de tots"), els activistes de la vaga escolar promoguda per Thunberg, Anna Taylor, Luisa Neubauer, Kyra Gantois, Anuna De Wever, Adélaïde Charlier, Holly Gillibrand i Alexandria Villaseñor, van reiterar les seves raons per la vaga.

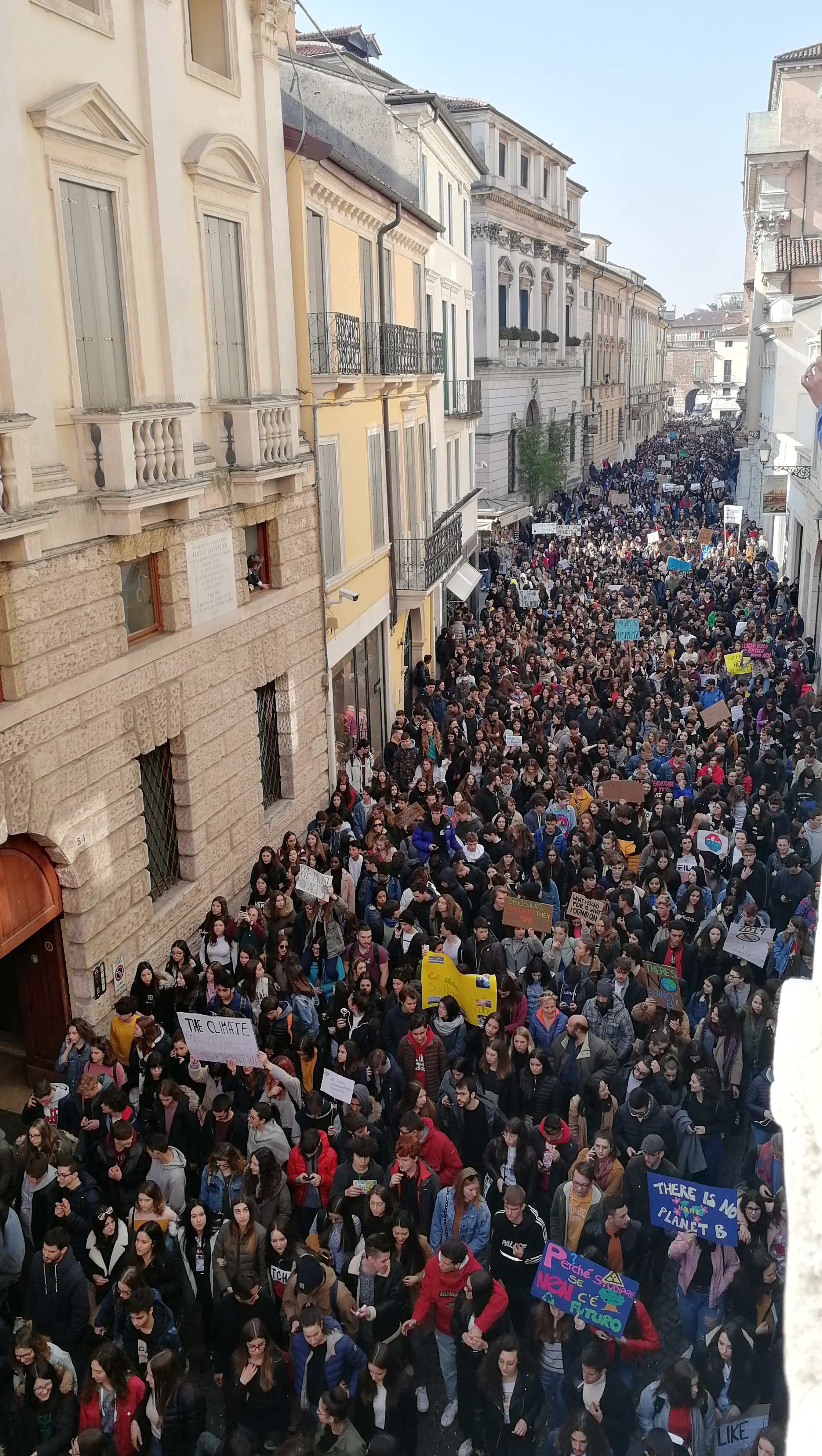
Protesta a Vicenza, el 15 de març 2019
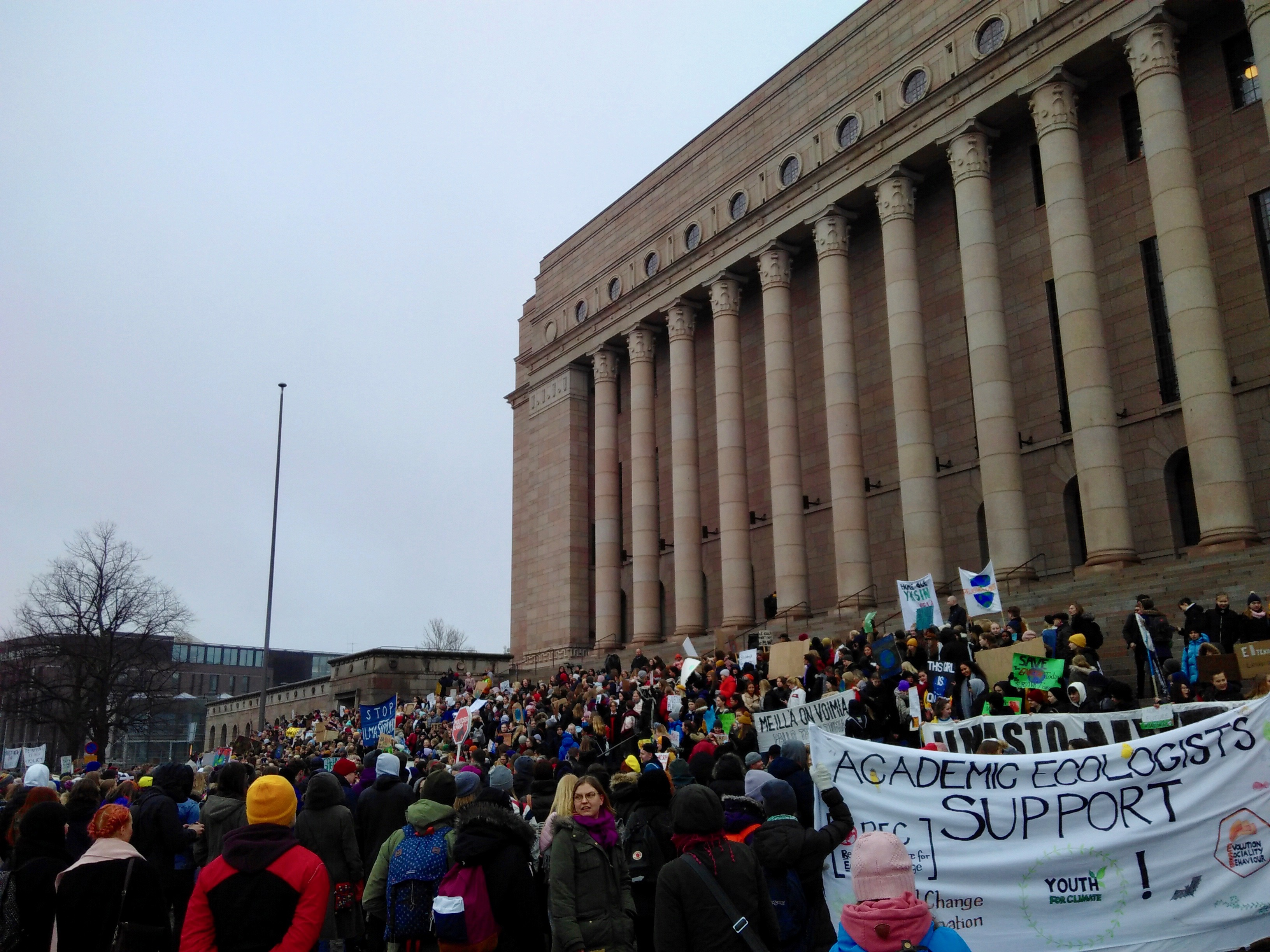
Vaga escolar per Clima davant del Parlament, Helsinki, 15 Març 2019
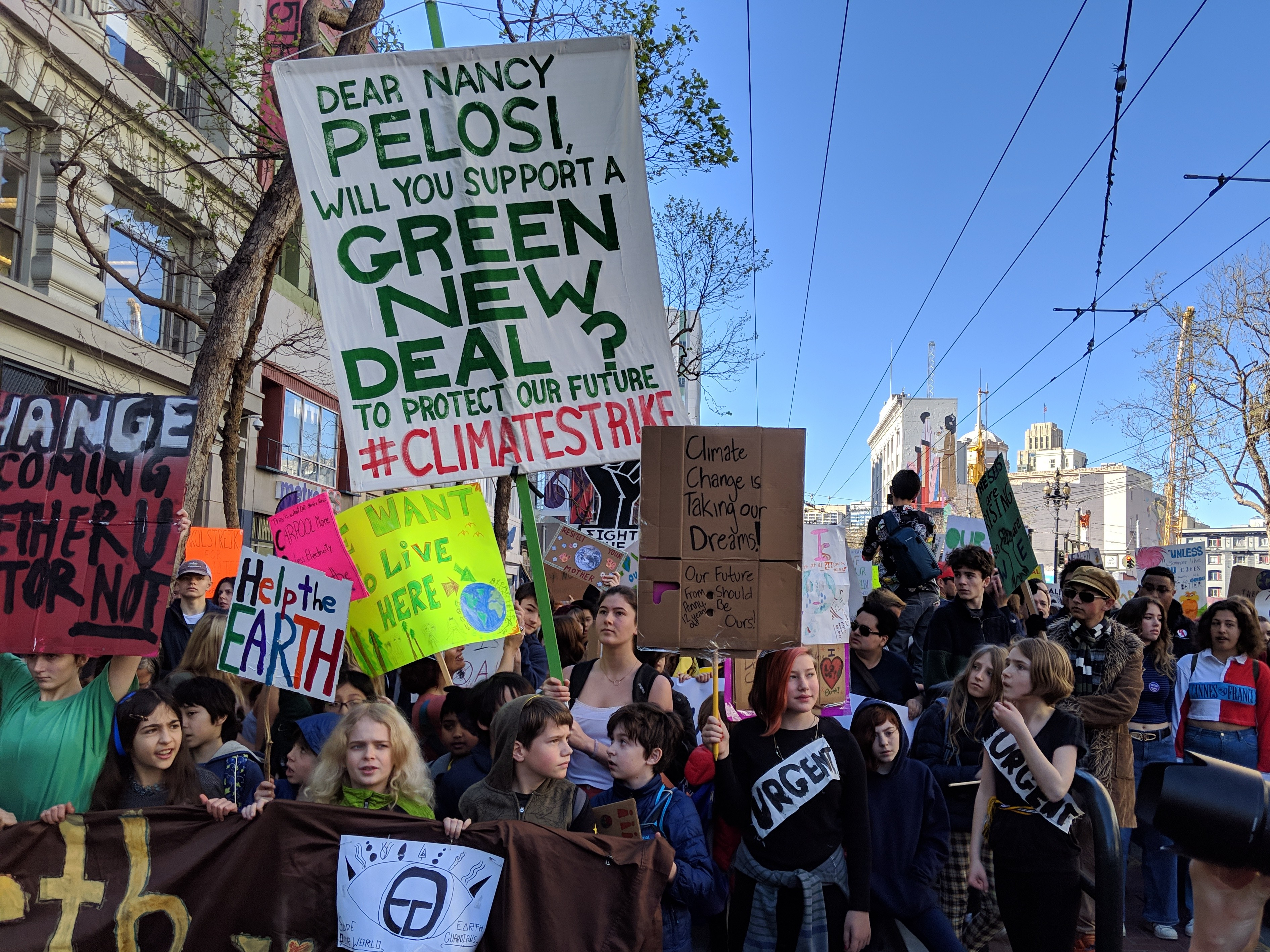
Vaga escolar a San Francisco el 15 de març de 2019
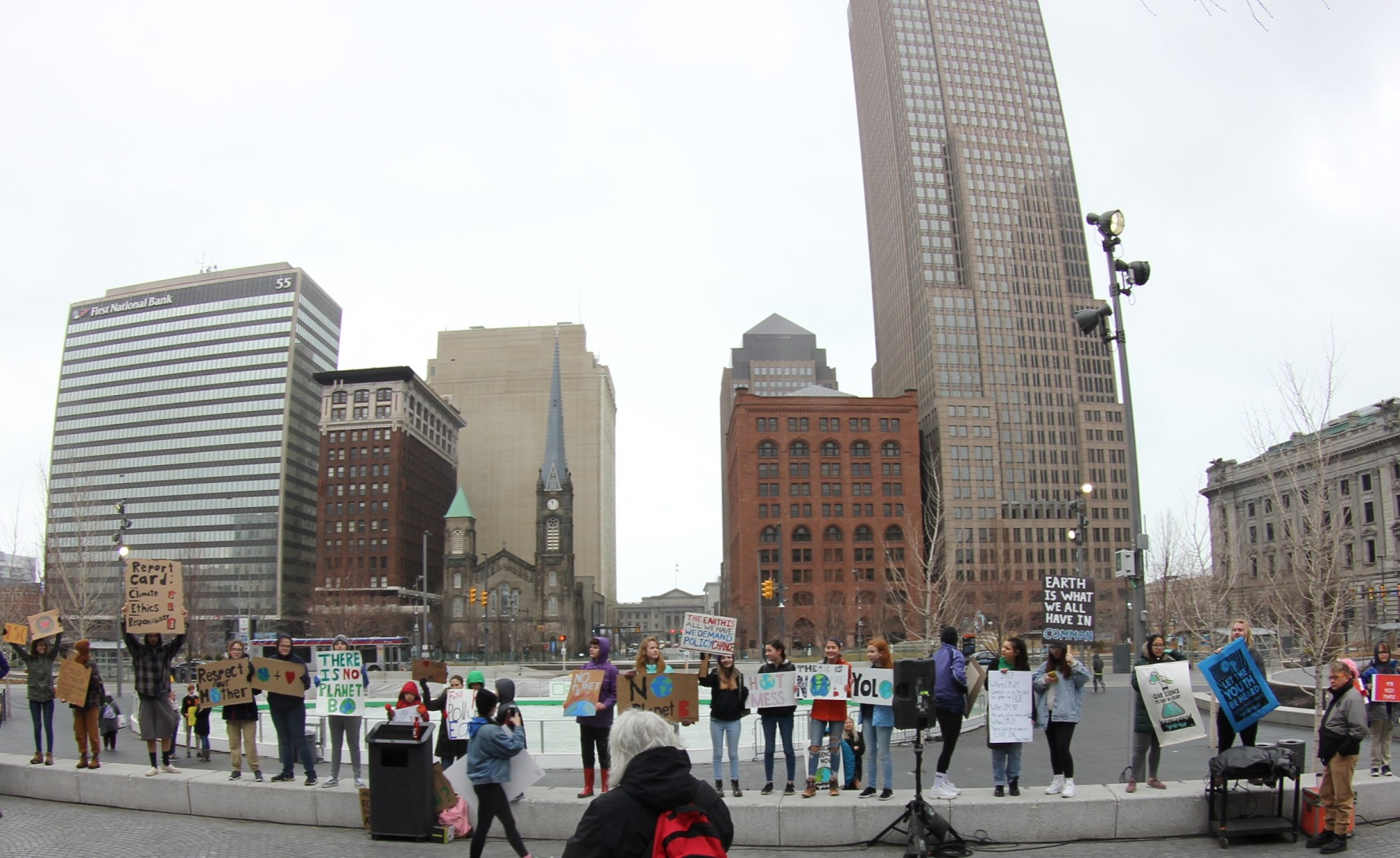
Vaga escolar a Cleveland el 15 de març de 2019
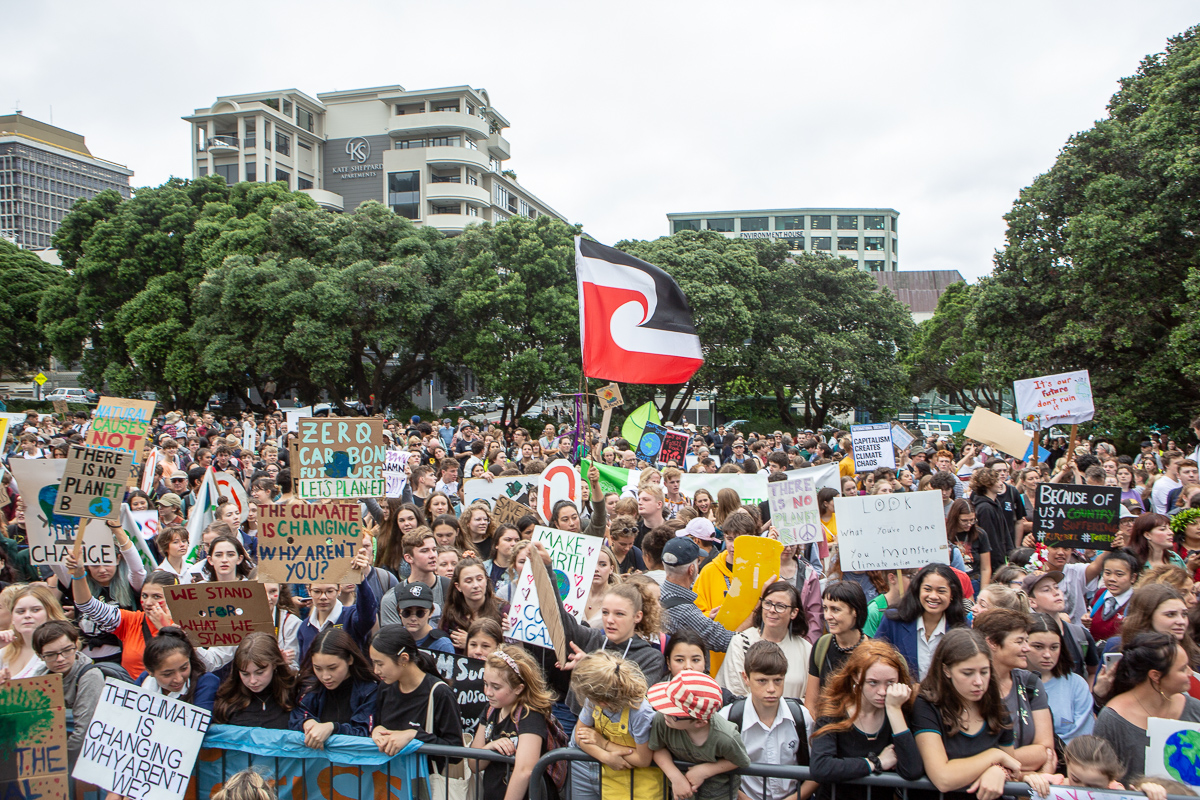
Vaga escolar per clima a Wellington el 15 de març de 2019
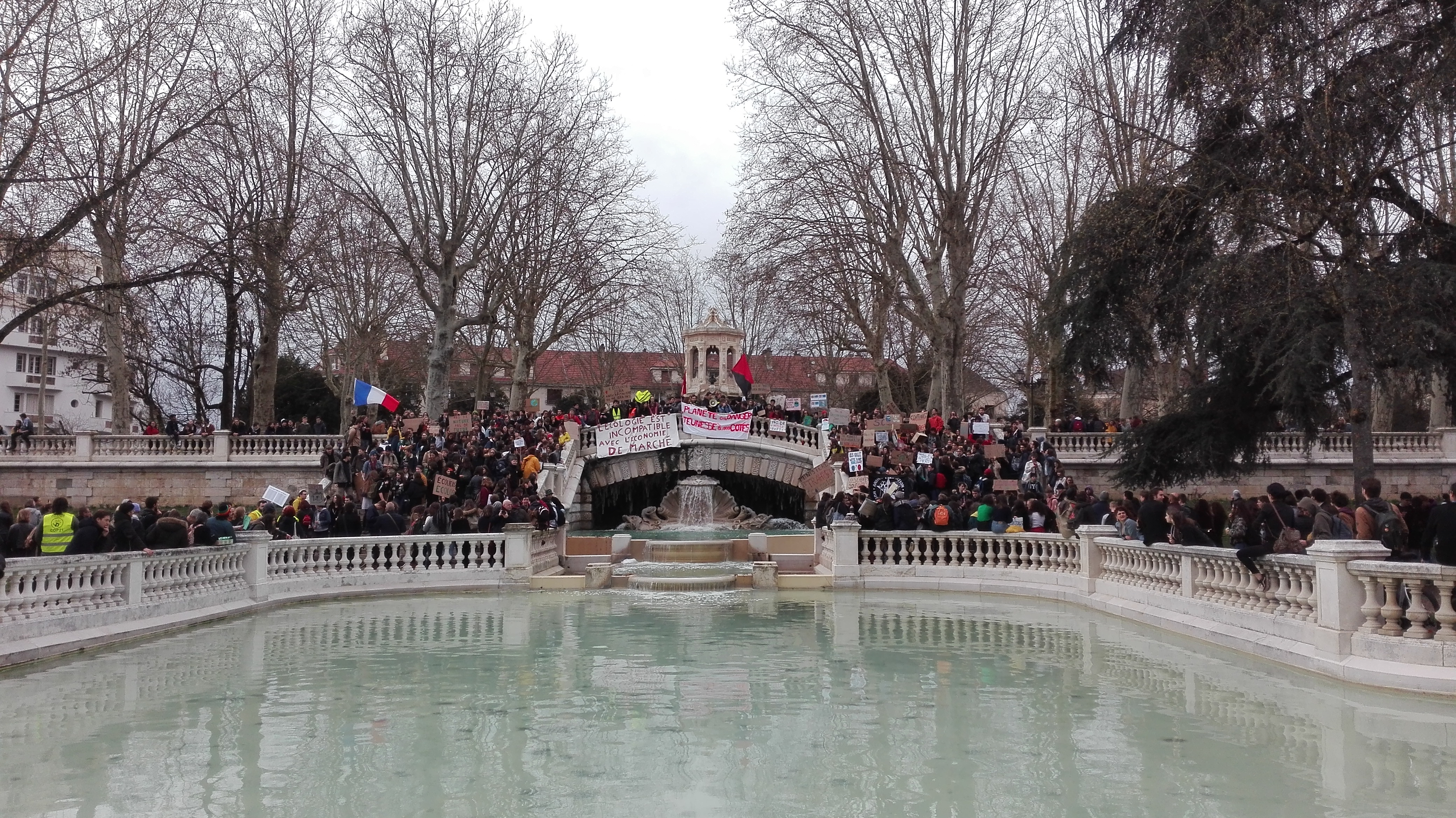
Estudiants de secundària a la plaça de l'ajuntament de Sydney per la vaga del 15 de març 2019.

Un nombre estimat de més d'un milió de persones aproximadament 130 països van demostrar al voltant de 2200 esdeveniments a tot el món. Segons els organitzadors, els esdeveniments van tenir lloc en aproximadament 125 països. A Alemanya, més de 300.000 alumnes van demostrar en unes 230 ciutats amb més de 25.000 a Berlín solament..A Itàlia es van demostrar més de 200.000 estudiants (100.000 a Milà segons els organitzadors). A Mont-real van assistir més de 150000; Estocolm entre 15.000 i 20000, Melbourne 30000, Brussel·les 30000 i Múnic 8000. Altres ciutats inclouen París, Londres, Washington, Reykjavík, Oslo, Hèlsinki, Copenhaguen i Tòquio.

## Suport dels científics

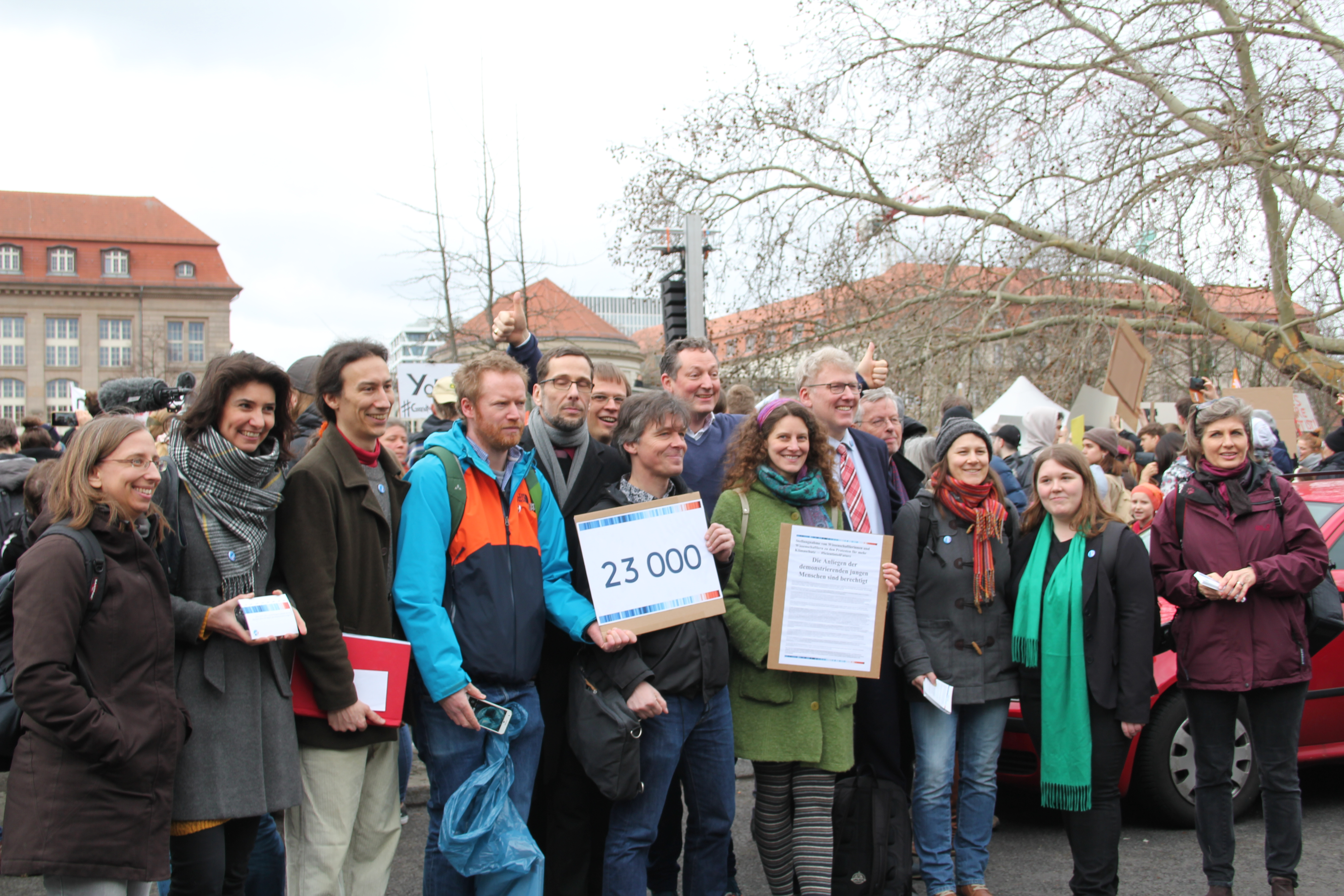
Científics alemanys, incloent Volker Quaschning, Eckart von Hirschhausen, Henning Krause, Martin Visbeck i Gregor Hagedorn, el 15 de Març de 2019 a la manifestació d'Invalidenpark, al Berlin-Mitte, davant de la seu del Ministeri Federal d'Economia i Energia (Alemanya)

A principis de febrer de 2019, 350 científics holandesos van signar una carta oberta en suport de les vagues escolars als Països Baixos. La carta diu: "A partir dels fets demostrats per la ciència del clima, els activistes tenen raó. Per això, com a científics, els recolzem."
A Alemanya, Àustria i Suïssa, un grup de més de 23.000 científics va fundar Scientists for Future (S4F) en suport a la fiabilitat i correcció de les afirmacions formulades pel moviment.
El 14 de març de 2019, el Club de Roma va emetre una declaració oficial en suport de Thunberg i les vagues, instant els governs de tot el món a respondre a aquesta crida a l'acció i reduir les emissions globals de carboni.

## Reaccions dels principals dirigents escolars i polítics
Les vagues també han estat criticades com un fet d'absentisme escolar. La Primera Ministra del Regne Unit, Theresa May va criticar les vagues com una pèrdua de lliçó i malbaratament del temps. El primer ministre australià, Scott Morrison, va demanar "més aprenentatge i menys activisme" després de les vagues. El ministre d'Educació d'Austràlia Dan Tehan va suggerir que si els estudiants escolars es comprometessin fortament per una causa, haurien de protestar en el seu temps lliure als vespres o en caps de setmana.
A Nova Zelanda, hi va haver una resposta mixta de polítics, líders comunitaris i escoles. Alguns estudiants van ser amenaçats per absentisme per alguns directors, per assistir a la vaga sense el permís dels seus pares o escola. Judith Collins, i molts altres Parlamentaris van descartar l'impacte de la vaga. Per altra part, el Ministre de Canvi del Clima James Shaw va expressar el seu suport indicant que es prestaria poca atenció als manifestants que protestessin durant el cap de setmana.
El 15 de març, el Secretari General de l'ONU, António Guterres va donar suport als vaguistes, i va admetre que "la meva generació no ha pogut respondre adequadament al dramàtic desafiament del canvi climàtic. Això és profundament afectat pels joves. No és d'estranyar que estiguin enfadats". Guterres ja ha convidat els líders mundials a una cimera de les Nacions Unides al setembre del 2019 per comprometre's més fortament en el marc polític establert per l'acord de París.

## La vaga a Catalunya i Espanya
El moviment Fridays4Future es va introduir a Catalunya i a Espanya a través dels estudiants de la Universitat de Girona. Estudiants d'aquesta universitat van prendre consciència del repte climàtic que te actualment la humanitat i han portat a terme iniciatives per pressionar als poders públics espanyol i català per fer-los veure la seva inactivitat davant els efectes del clima en el futur del territori i les persones. Lucas Barrero, comenta que la iniciativa de mobilitzar-se pel problema ambiental es va prendre amb un grup d'amics que volien emular el que estaven fent joves de tot Europa. El que va començar sent una protesta davant la les institucions gironines ha arribat a representar Espanya en la trobada de 60 joves europeus que coordinen el moviment Fridays4Future davant el Parlament Europeu.
A partir d'aquí el moviment s'ha estès per tot Espanya gràcies a la seva expansió a través de les xarxes. El 15 de març de 2019 es van promoure concentracions en 58 ciutats de tot l'estat. A Girona, les mobilitzacions van interpel·lar als partits polítics davant la campanya electoral d'Abril del 2019. El 22 de març de 2019 es vam promoure manifestacions per 58 ciutats espanyoles en les quals es va voler destacar que el moviment no tenia intencionalitat política, i que les seves reivindicacions no havien de ser utilitzades com arma electoral. Entitats com WWF, Greenpeace o SEO/Birdlife han donat suport públic al moviment. Els activistes "Creuen que vivim en una "emergència, en una crisi climàtica" que els polítics no tracten com a tal i veuen necessari "un canvi de paradigma".